# District de Pitas
Le district de Pitas (malais : Daerah Pitas) est un district administratif de l'État malaisien de Sabah, qui fait partie de la Division de Kudat. La capitale du district est dans la ville de Pitas.

### Liens connexes
- Districts de Malaisie